# Gangrène de Fournier
Pour les articles homonymes, voir Fournier.
 Mise en garde médicale
La gangrène de Fournier ou  fasciite nécrosante périnéale est un type de gangrène affectant les organes génitaux externes et le périnée, en particulier le scrotum.

## Éponymie
Le nom de ce type de gangrène vient du médecin français éponyme Jean-Alfred Fournier, qui a décrit la maladie en 1883.

## Cause
La maladie est causée le plus souvent par une infection bactérienne. Différentes bactéries aérobies et anaérobies peuvent être en cause, notamment Streptococcus pyogenes, Bacteroides et Escherichia coli. L'infection provoque une fasciite nécrosante dans les tissus mous de la région génitale.

## Épidémiologie
La gangrène de Fournier est une maladie rare (0,02 % des admissions hospitalières) qui touche surtout les diabétiques âgés de plus de 50 ans, les obèses et les individus immunodéprimés (usage prolongé de corticostéroïdes par exemple) souffrant de malnutrition.
Cette affection touche très rarement les femmes,. Son profil serait alors similaire (diabétique, obèse). Le taux de létalité des cas féminins (12,8 %), nécessitant deux fois plus souvent une ventilation mécanique et une dialyse, dépasse celui des hommes (7,5 %).
Les enfants ne sont que très exceptionnellement concernés par cette infection : l'incidence annuelle chez les garçons de 0 à 9 ans est estimée aux États-Unis à 0,3⁄100000.
Dans l'histoire, le roi Hérode Ier le Grand,, l'empereur romain Galère (selon une hypothèse loin d'être confirmée), ou encore Hunéric, roi des Vandales et des Alains d'Afrique, mort en 484, seraient décédés de ce type de gangrène.

## Symptômes

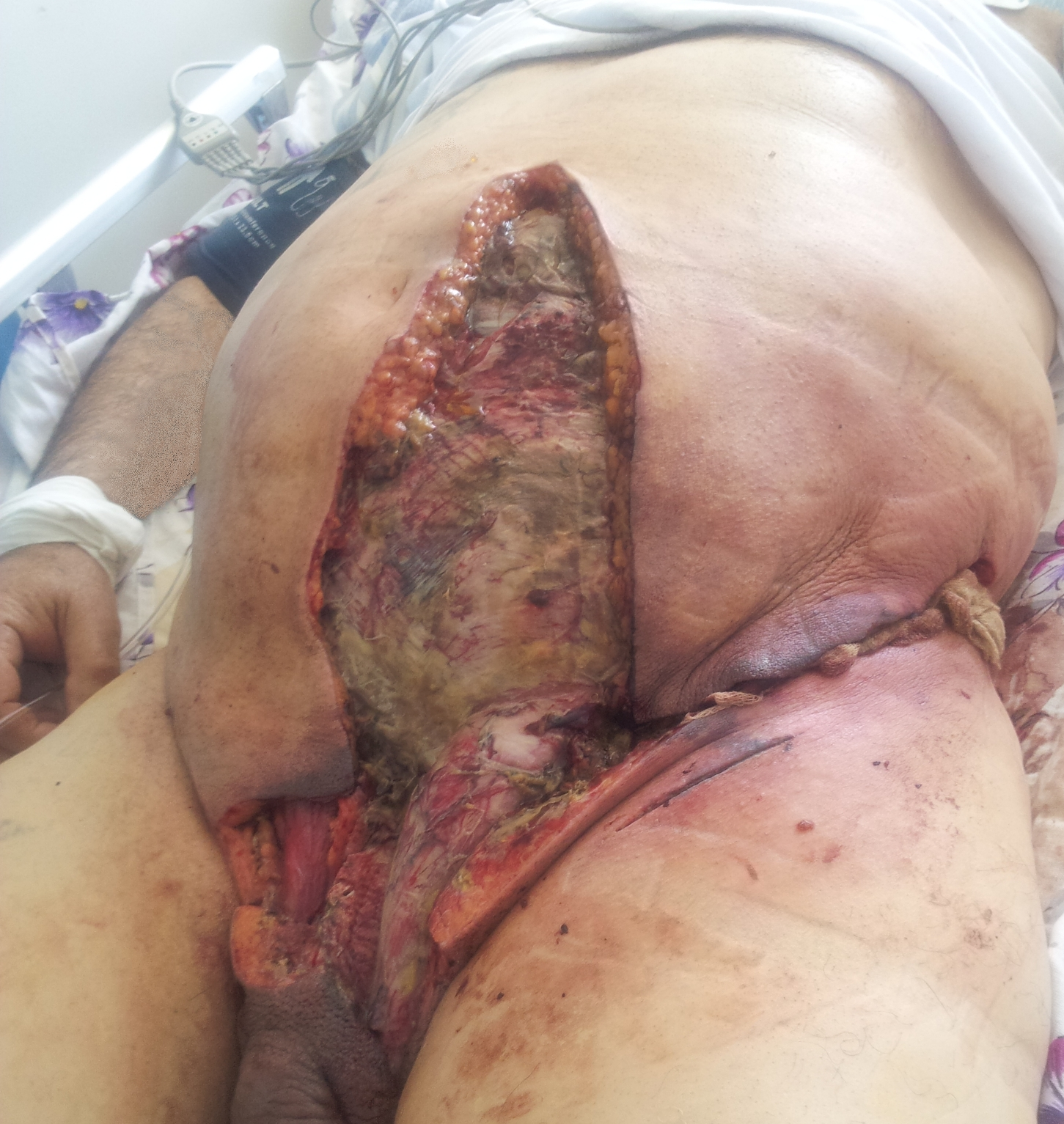
Gangrène de Fournier chez un homme de 77 ans.

La maladie se présente d'abord comme une simple inflammation (œdème, rougeur, chaleur et douleur), souvent limitée au scrotum. Celle-ci s'étend ensuite au périnée, au pénis et à la paroi abdominale, mais épargne les testicules. Les signes s'aggravent rapidement et un crépitement, caractéristique de la gangrène gazeuse, peut être perçu, tandis que l'odeur de putréfaction devient très désagréable.

## Pronostic
En l'absence de traitement, la mort du patient survient en quelques heures. Le taux de décès est de 7,5 à 40 % lorsque le patient est traité,.

## Traitements
La gangrène de Fournier est une urgence médico-chirurgicale : son traitement est antibiotique et chirurgical (parage des tissus nécrosés en urgence). Une thérapie hyperbare peut aussi être employée pour favoriser la ré-oxygénation des tissus lésés dans un second temps.

## Personnalité touchée par la gangrène de Fournier
- Harvey Weinstein[8].